# Immensee (Storm)
Immensee ist der Titel einer Novelle Theodor Storms, die Ende 1849 im von Karl Leonhard Biernatzki herausgegebenen Volksbuch auf das Jahr 1850 veröffentlicht wurde. Eine zweite Fassung erschien 1851 in einer Sammlung mit dem Titel Sommergeschichten und Lieder.
Sie ist die bedeutendste frühe Erzählung Storms und zeigt den Einfluss spätromantischer und frührealistischer Werke anderer Dichter. Von seiner Lyrik deutlich geprägt, umkreist sie die unerfüllte Liebe, die zu den zentralen Themen seiner frühen Novellistik gehört.
Die Entstehungsgeschichte des Werkes, das Storm einen großen Leserkreis erschloss, liegt weitgehend im Dunkeln.

## Inhalt

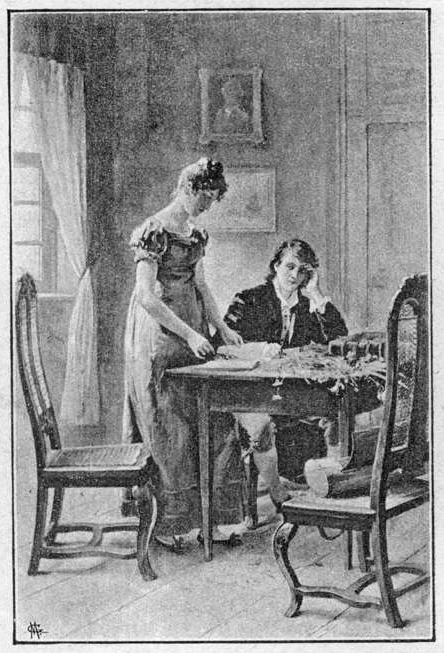
Wilhelm Hasemann: Szene aus Immensee

In der Rahmenerzählung erinnert sich ein älterer Herr nach einem Spaziergang an seine unerfüllte Liebe.
Die Kinder Reinhardt Werner und Elisabeth sind eng befreundet. Der fünf Jahre ältere Junge begeistert seine Freundin mit Märchen, die er für sie auf Zettel schreibt. Er besitzt einen Pergamentband, in dem er seine Erlebnisse in Gedichten festhält, ohne Elisabeth davon zu erzählen.
Schon in diesen Jahren weiß Reinhardt, dass er sein Leben mit ihr teilen möchte. Daran ändern auch eine neue Schule und neue Jungenfreundschaften nichts. 
In größerer Gesellschaft unternehmen die beiden einen Ausflug in einen nahegelegenen Wald. Auf der erfolglosen Suche nach Erdbeeren verirren sie sich und finden erst nach einiger Zeit zurück. Als Reinhardt wieder zu Hause ist, schreibt er ein Gedicht mit dem Titel „Waldeskönigin“ in seinen Pergamentband.
Bevor Reinhardt in seinen entfernten Studienort aufbricht, verspricht er Elisabeth, weiterhin Märchen für sie zu verfassen, die er ihr mit den Briefen an seine Mutter schicken werde.
In seinem Studienort verbringt Reinhardt den Weihnachtsabend mit anderen Mitstudenten im Ratskeller und widmet seine Aufmerksamkeit einem Mädchen „mit feinen zigeunerhaften Zügen“, das dort zusammen mit einem Geiger Zither spielt. Nach einigem Zögern singt das Mädchen für ihn ein Lied:
Heute, nur heute

Bin ich so schön;

Morgen, ach morgen

Muß alles vergehn!

Nur diese Stunde

Bist du noch mein;

Sterben, ach sterben

Soll ich allein.
Er zieht den Zorn der jungen Frau auf sich, weil er wegen eines Weihnachtsgeschenks nach Hause eilt. Dort findet er ein Paket vor, das neben Lebkuchen und persönlichen Dingen Briefe von Elisabeth und seiner Mutter enthält. Elisabeth beklagt, dass der Hänfling, den Reinhardt ihr geschenkt hat, gestorben sei und wirft ihm vor, ihr keine Märchen mehr zu senden. Er wird von dem Verlangen überwältigt, in seine Heimat zurückzukehren, verfasst Briefe an Elisabeth und seine Mutter und verschenkt die Hälfte seiner Lebkuchen an ein Bettlermädchen.
Zu Ostern kehrt Reinhardt zurück. Zwischen ihn und Elisabeth ist etwas Fremdes getreten. Während seiner Abwesenheit hat sein alter Schulfreund Erich einen Hof des Vaters am Immensee übernommen und Elisabeth einen Kanarienvogel geschenkt. Reinhardt vertraut ihr sein Pergamentbuch an und verunsichert Elisabeth durch die vielen ihr gewidmeten Verse. Er verlässt sie mit dem Hinweis auf ein Geheimnis, das er bei seiner Rückkehr lüften werde. Nach zwei Jahren ohne Briefkontakt teilt Reinhardts Mutter ihm mit, Erich und Elisabeth seien verlobt und würden bald heiraten.
Jahre später folgt Reinhardt einer Einladung Erichs an den Immensee, ohne dass Elisabeth und ihre dort lebende Mutter davon wissen. Elisabeth, weiß gekleidet und mädchenhaft, ist über die Ankunft Reinhardts erfreut. Abendliche Spaziergänge führen ihn in den folgenden Tagen ans Ufer des Sees. Einmal wird er auf dem Rückweg vom Regen überrascht und glaubt, eine weiße Frauengestalt zu erblicken, die jemanden zu erwarten scheint. Er nimmt an, es sei Elisabeth, und geht rasch auf sie zu, doch sie wendet sich ab und verschwindet in der Dunkelheit.
Reinhardt hat im Laufe der Jahre viele Volksreime und -lieder zusammengetragen, und so wird er gebeten, einige neue von diesen Texten vorzustellen. Es wird schon Abend, als er einige Verse des Gedichts Meine Mutter hat’s gewollt vorträgt. Verstört verlässt Elisabeth die kleine Gesellschaft. Bald darauf geht Reinhardt im Mondlicht hinab zum Wasser und müht sich vergebens und unter Gefahren, schwimmend eine weiße Wasserlilie weit draußen auf dem dunklen See zu erreichen.
Am folgenden Nachmittag spazieren Elisabeth und er auf der anderen Seite des Sees. Als er eine Erika pflückt und über die verlorene Jugend spricht, sieht er Tränen in ihren Augen. Schweigend fahren sie mit dem Boot zurück. Sie erreichen den Hof und treffen auf eine in Lumpen gehüllte Bettlerin mit „verstörten schönen Zügen“, der Elisabeth den Inhalt ihrer Börse in die Hände schüttet. Reinhardt kann seine Gedanken nicht ordnen und geht erneut hinab zum See. Nach der Rückkehr schreibt er einige Zeilen und will in der Morgendämmerung heimlich aufbrechen, doch Elisabeth überrascht ihn. Sie ahnt sein Vorhaben und die Absicht, nie wieder zurückzukehren. Er löst sich von ihr, tritt hinaus und entfernt sich vom Hof.
In der Rahmenerzählung erblickt der Alte in der späten Abenddämmerung vor dem inneren Auge noch einmal die Wasserlilie auf dem See, die so nah und doch unerreichbar scheint. Er erinnert sich an seine Jugend und vertieft sich wieder in seine Studien.

## Entstehung und Editionsgeschichte
Die Entstehungsgeschichte der frühen Novelle, von der kein Manuskript vorliegt, ist weitgehend unbekannt. Mit „Husum 1849“ gab Storm einen Hinweis zur Entstehungszeit, der sich im Inhaltsverzeichnis des zweiten Bandes der Schriften von 1862 befindet. Gerade für das Jahr 1849 liegen nur spärliche biographische Quellen vor. Erst 1885 beschrieb er ein Erlebnis, das den Hintergrund der Wasserlilienszene bildet, und kurz vor seinem Tode erläuterte er dem Biographen Paul Schütze für dessen Buch Theodor Storm. Sein Leben und seine Dichtung, was ihn zu dem Gedicht Meine Mutter hat’s gewollt angeregt hatte.
Kritische Anmerkungen seines Studienfreundes Tycho Mommsen veranlassten Storm, die erste Fassung zu überarbeiten, wofür er die Aushängebögen nutzen konnte, in denen sich die einzelnen Stufen der Bearbeitung ebenso finden wie die kritischen Hinweise Mommsens. Für die Buchausgabe in den Sommergeschichten und Liedern erfolgten größere Löschungen in dem Abschnitt, der später Da stand das Kind am Wege betitelt wurde und sowohl Reinhardts Weihnachtsabend in der Universitätsstadt wie das abstoßende Verhalten der Corpsstudenten schilderte. Reinhardts Reiseerlebnisse in Venedig, die er Erich und Elisabeth vorträgt, strich Storm ebenso wie einen Abschnitt, der sich vor der letzten Szene (Der Alte) befand. In ihm hatte er Reinhardts Leben nach dem Abschied von Gut Immensee umrissen, den Erwerb eines Amtes, Heirat und Tod der Ehefrau sowie Geburt und Tod eines Sohnes angesprochen. Auf anderen Ebenen der Novelle erweiterte er hingegen den Text, etwa mit dem Lied des Mädchens, wobei die in der Erstfassung bereits vorhandene Erzähltechnik der Andeutung und Aussparung noch verfeinert wurde.

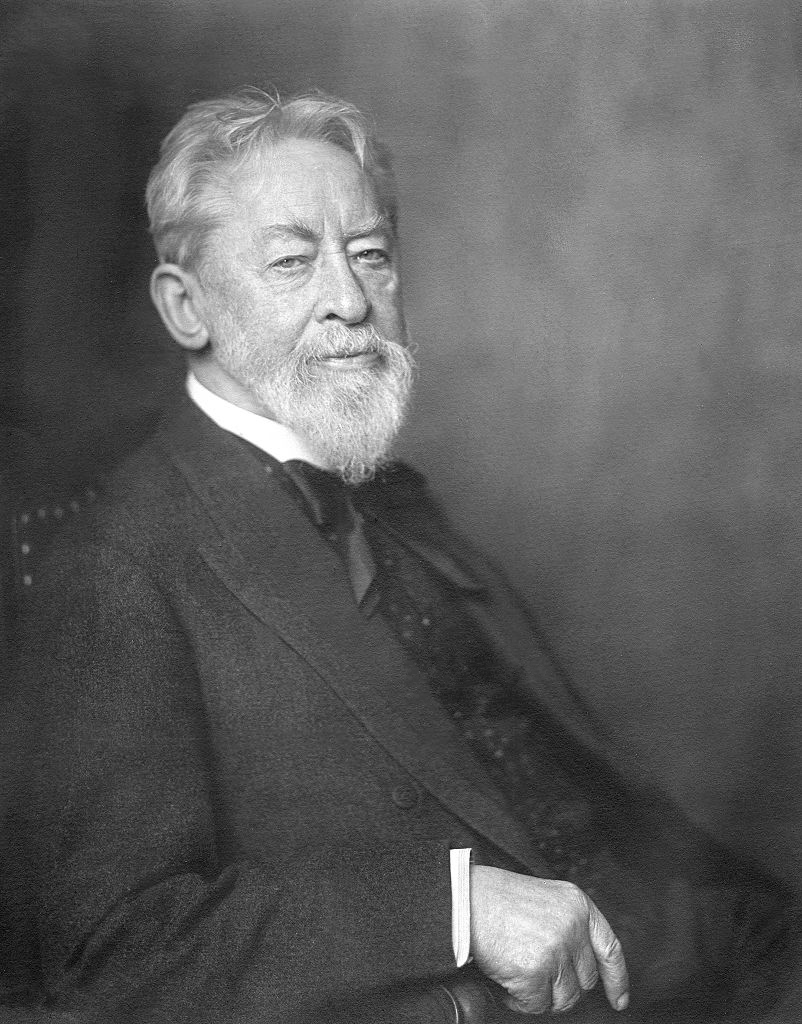
Ludwig Pietsch

In der Literaturwissenschaft werden weitere Aspekte der Überarbeitung diskutiert. Dabei wird vor allem der Medienwechsel vom Periodikum (denn beim ersten Publikationsort handelt es sich um ein periodisch erscheinendes Jahrbuch) hin zur Separatausgabe in den Blick genommen. Claudia Stockinger diskutiert etwa poetologische Überlegungen, die für Storm dahinter gestanden haben könnten, und fasst dies als „Poetologie der Aussparung“ zusammen. Tenor in diesem Diskurs scheint zu sein, dass der Text im periodischen Medium anderen „Operationsregeln“ unterliegt als es im später gewählten Medium Buch der Fall ist. Periodika und Familienblätter wurden eher extensiv und weniger reflektierend gelesen, weshalb Claudia Stockinger dem Text der Volksbuch-Fassung nur „limitierte Aufmerksamkeitsressourcen“ entgegengebracht sieht.
Storms Verleger Alexander Duncker erteilte Ludwig Pietsch den Auftrag, das Werk zu illustrieren. Pietsch hatte Storm im Frühjahr 1855 auf einer Sonderausstellung der Berliner Kunstakademie getroffen. Storm stand sinnend vor Carl Blechens später lange verschollenem Gemälde Dämonische Landschaft, das dieser unter dem Eindruck der Uraufführung des Freischütz gemalt hatte. Als Storm Anfang Mai 1856 die erste Zeichnung sah, reagierte er begeistert. Laut Pietsch handelte es sich um die Szene, in der Reinhardt sein Gedicht Meine Mutter hat’s gewollt vorträgt, Elisabeth sich erhebt und das Zimmer verlässt. Die von Pietsch illustrierte Immensee-Ausgabe erschien Anfang 1857 und begründete die Freundschaft zwischen ihm und dem Dichter, die von einem Briefwechsel begleitet wurde, der Storms Verhältnis zur bildenden Kunst beleuchtet.

## Hintergrund
Die atmosphärisch erfüllte Novelle gehört zu Storms beliebtesten Werken und erreichte bereits zu seinen Lebzeiten 30 Auflagen. Sie ist von seiner Lyrik durchdrungen, bereits in eine Rahmen- und Binnenhandlung untergliedert und lässt die Einflüsse Mörikes, Immermanns und Eichendorffs erkennen. In ihrem Aufbau erinnert sie an ein Gedicht, das in Prosa wiedergegeben wird. Die Kapitel wirken wie Strophen voller Stimmungsbilder, hinter denen die Handlung zurücktritt.
Die Novelle konzentriert sich auf die poetisch interessanten „Momente“, die „auch im dürftigsten Alltagsleben“ zu finden sind, wie Storm es in einem Brief an Hartmuth Brinkmann ausdrückte. Anders als für das patriarchalische 19. Jahrhundert zu erwarten, ist die Familie Elisabeths nicht väterlich, sondern mütterlich dominiert.
Während die Protagonisten nur kurze, im Schweigen mündende Sätze sprechen, die Motive der Handlungen nur angedeutet und ganze Lebensabschnitte ausgespart werden, sprechen die eingestreuten Verse umso deutlicher. Zu ihnen gehört das Lied des betörenden Zithermädchens im Ratskeller, das Storm in den Gedichtausgaben mit Lied des Harfenmädchens überschrieb, und das Gedicht Im Walde.  
In Storms Erzählungen blicken die Paare häufig auf eine geschwisterähnliche Kindheit zurück, die szenisch ausgemalt wird. Dieser Erzählkern findet sich in Novellen wie Auf dem Staatshof und Auf der Universität aus der mittleren sowie Hans und Heinz Kirch, Eekenhof und Aquis submersus aus der späten Schaffensphase.

## Deutungsansatz
Das zentrale Thema der Erzählung ist die unerfüllte Liebe zu einer Kindfrau, das auch in anderen frühen Werken wie der fragmentarischen Novelle Posthuma aufgegriffen wird. In Immensee ist dies umso wichtiger, als der heranwachsende Reinhardt ein poetisches Weltverhältnis entwickelt, das seine Beziehung zum geliebten Mädchen Elisabeth prägt. Seine Kunst, die Welt poetisch zu verwandeln, wird in der Novelle als ambivalente Entwicklung beschrieben, die ihn mit seinen Erinnerungen schließlich einsam, wenn auch nicht unglücklich zurücklässt.
Am Anfang der Binnenhandlung nehmen die Kinder im gleichnamigen Abschnitt die Lebensphase des Erwachsenseins spielerisch vorweg und überlegen bereits, wie ihnen dies später als Reise hinaus in die Welt gelingen könnte. In einer Schlüsselszene zeigen sich frühe Unterschiede, die den weiteren Verlauf des erwachsenen Lebens prägen. 
Während das zögerliche Mädchen nicht ohne die beiden Mütter reisen will, beharrt der Junge darauf, die beiden zurückzulassen. Deutlich hält er Elisabeth entgegen, dass sie als seine spätere Frau keine mütterlichen Befehle mehr entgegennehmen müsse und er ansonsten allein fahren und nicht zurückkehren würde. Am Ende der Szene, als das Mädchen dem Weinen nahe ist, rufen die Mütter ihre Kinder zurück ins Haus. Reinhardts Versuch, sich von der mütterlichen Autorität zu lösen, ist für zahlreiche Interpreten ein zentrales Element der Novelle.

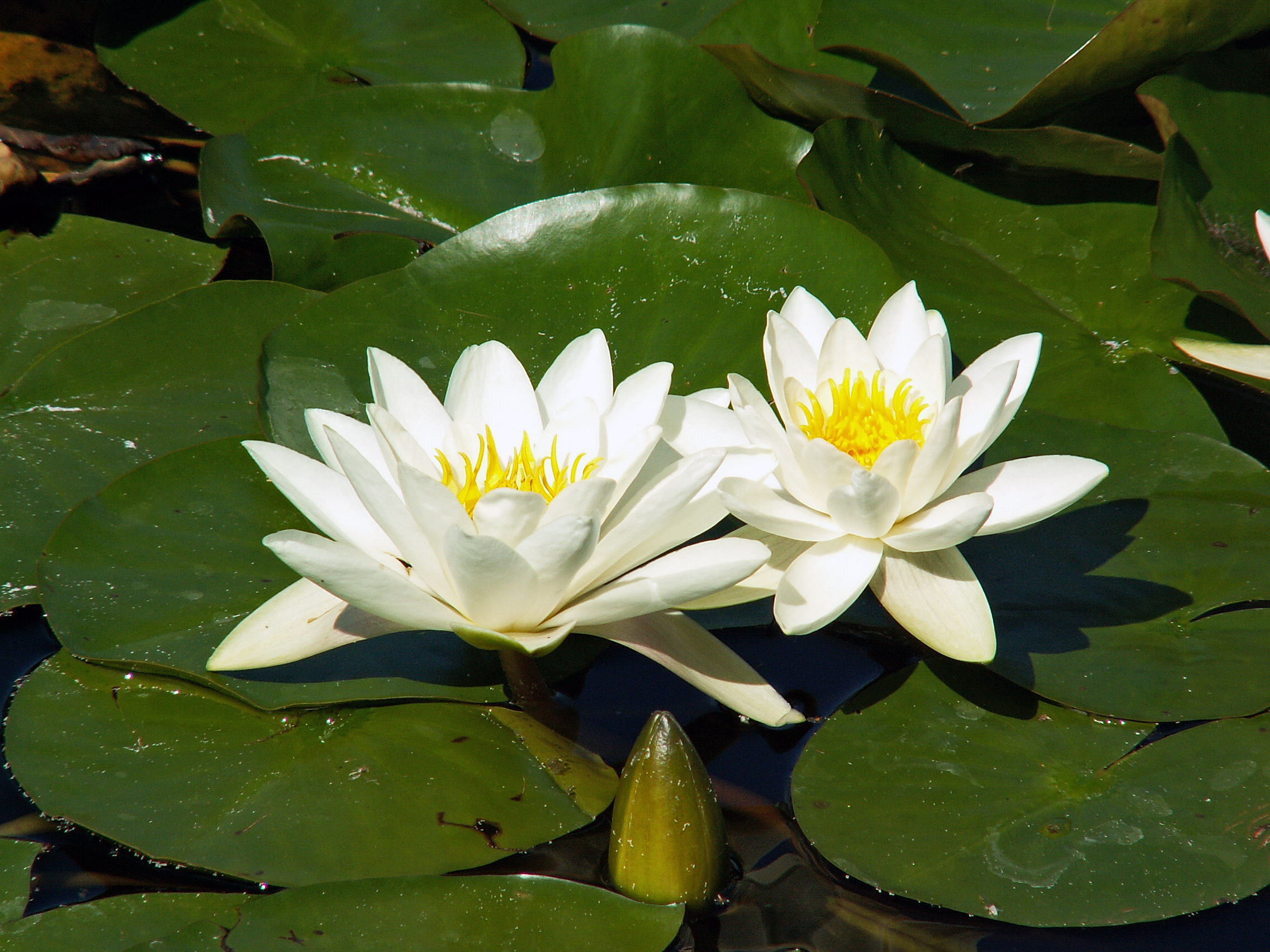
Weiße Seerose

Bei der Lilie handelt es sich tatsächlich um die Weiße Seerose, die mit ihren langen Stängeln im Grund des Sees verwurzelt und zunächst nicht zu sehen ist. Sie steht für die mädchenhafte, weiß gekleidete Elisabeth, die Reinhardt als Bild in sich trägt. Ihre Mutter hatte Erich für sie gewählt, den eigentlichen Herrn des Gutes Immensee, um so die ursprüngliche Familie mit sich, Sohn und Tochter wiederherzustellen. Nach dieser Deutung zieht sie nicht nur im Haus die Fäden, unternimmt mit Erich eine Geschäftsreise und hält ihn davon ab, seiner Frau nach der verstörenden Lesung zu folgen, sondern ist auch am See gegenwärtig. Wie eine Bienenkönigin zwingt sie den Schwiegersohn in eine Drohnenexistenz und Elisabeth in die ewige Rolle der Tochter. Verkörpert die Biene im Demeter-Mythos häufig die Große Mutter, gibt sie als „Imme“ dem unbehaglichen Ort seinen Namen, der auch Titel der Novelle ist.
Die Bindung an den mütterlichen Ursprung in der Nähe des Blütenkelchs wird so zur Gefahr: Reinhardt verliert bei seiner nächtlichen Suche im Mondlicht jäh den Boden unter den Füßen, bleibt eine Zeitlang unter der schwarzen Wasseroberfläche und „verstrickt“ sich in den rankenden Stängeln, bis er sich dem „Gestrick“ gewaltsam entreißen und zum Ufer zurückschwimmen kann. Wie der See selbst weisen die Worte „Netz“ und „Gestrick“ innerhalb der dunklen Szene direkt auf die Mutter, die auch im Gartensaal emsig mit „ihrer Näherei“ befasst ist und das Geschehen aufmerksam verfolgt, während Reinhardt seine Lieder vorträgt.
Nach der Interpretation Christian Neumanns deutet die Novelle von Anfang an auf einen gemeinsamen Ursprung von Reinhardt und Elisabeth, der „über den latenten Geschwisterstatus“ vermittelt wird. Dies zeigt laut Regina Fasold auch die Lilie, die seit Goethes Wilhelm Meister die Geschwisterliebe symbolisiert, aus der die androgyne Kindfrau Mignon hervorgeht. So verteidigt der Harfner die inzestuöse Liebe zu seiner Schwester Sperata mit eben dieser Blume, die als „Bild der Unschuld“ doch zwittrige Blüte habe, „Gatte und Gattin“ verbinde.

## Ausgaben

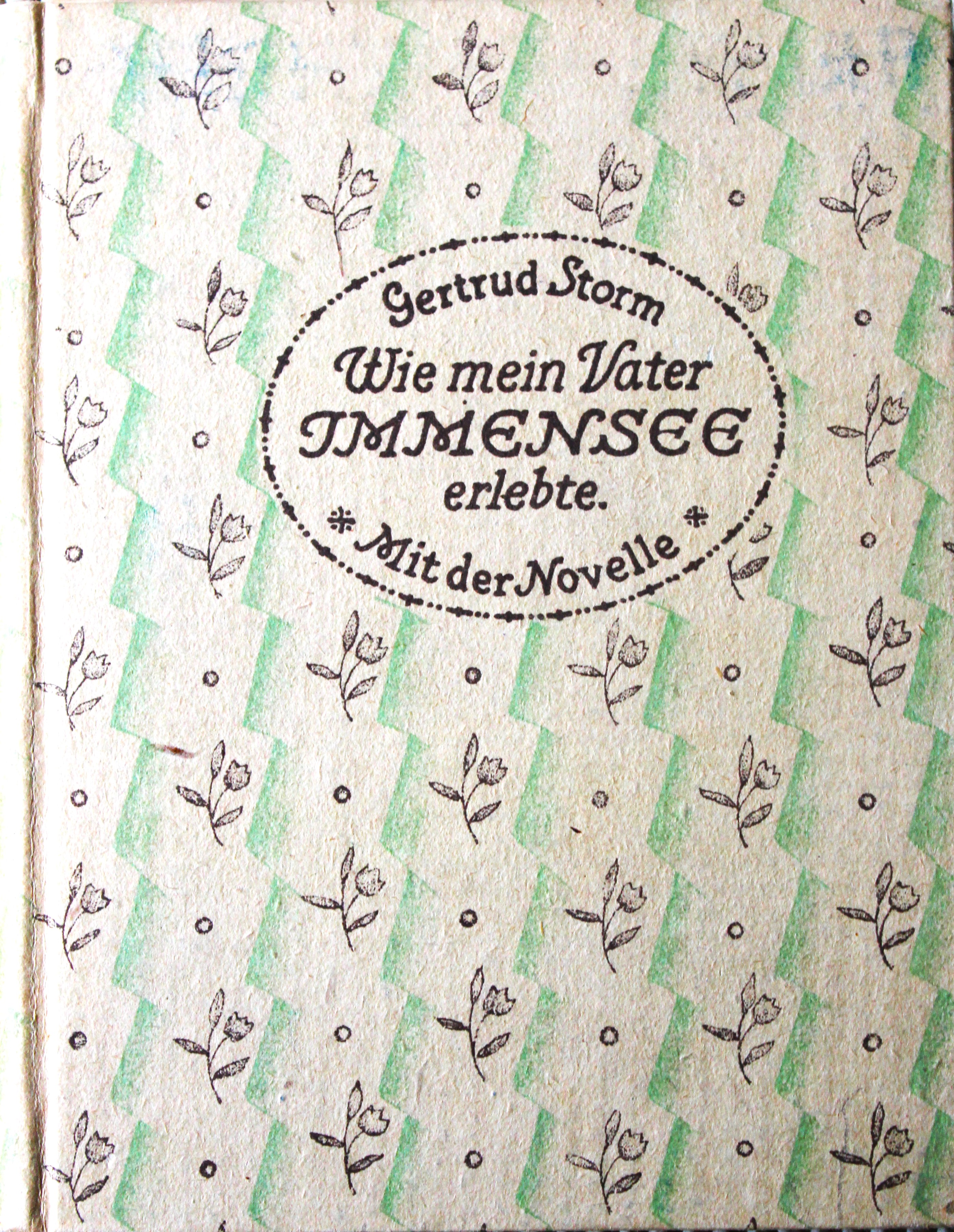
Gertrud Storms 1924 veröffentlichtes Buch enthält neben dem Novellentext zwei biografische Beiträge über ihren Vater.

- Gertrud Storms 1924 veröffentlichtes Buch enthält neben dem  Novellentext zwei biografische Beiträge über ihren Vater. Immensee. In: Karl Biernatzki (Hrsg.): Volksbuch auf das Jahr 1850 für die Herzogtümer Schleswig, Holstein und Lauenburg. Verlag der Expedition des Altonaer Mercur's, Altona 1849, S. 56–86. (Digitalisat in: Immensee – Internet Archive).
- Immensee. In: Theodor Storm: Sommer-Geschichten und Lieder. Berlin 1851  (Erstdruck der umgearbeiteten Fassung).
- Immensee. Duncker, Berlin 1852 (erste Einzelausgabe). (Digitalisat und Volltext im Deutschen Textarchiv).
- Immensee. Festgabe zu Theodor Storms 70. Geburtstag, mit Illustrationen von Wilhelm Hasemann und Edmund Kanoldt, Leipzig 1887 (C. F. Amelangs Verlag) (online).
- Immensee. Nach der Ausgabe von 1857. Mit 12 Abbildungen von Ludwig Pietsch. Harenberg, Dortmund (= Die bibliophilen Taschenbücher. Band 45).
- Immensee. In: Gertrud Storm: Wie mein Vater Immensee erlebte. Mit der Novelle, Wien und Leipzig 1924 (Verlag: Hölder-Pichler-Tempsky).

## Verfilmungen
- 1943: Immensee – Regie: Veit Harlan
- 1956: Was die Schwalbe sang – Regie: Géza von Bolváry (nach Motiven der Novelle)
- 1989: Immensee – Regie: Klaus Gendries

## Hörspiele
- 1946: Immensee – Bearbeitung und Regie: Hans Sattler (Radio Stuttgart; Erstsendung: 30. Januar 1946, Dauer: 48:29 Minuten)[19]
- 1959: Liebesgeschichten der Weltliteratur: Immensee – Regie: Otto Kurth (WDR; Erstsendung: 24. März 1959, Dauer: 50:00 Minuten)[20]
- 1968: Immensee. Funknovelle – Regie: Tibor von Peterdy (DW; Erstsendung: 5. Juli 1968, Dauer: 25:08 Minuten)[21]